# Don Dunstan
Pour les articles homonymes, voir Dunstan.
Donald Allan Dunstan (né le 21 septembre 1926 Suva, Fidji – mort le 6 février 1999) est un homme politique australien . Il commence sa carrière politique comme représentant Norwood (en) en 1953. Il devient chef de la South Australian Branch of the Australian Labor Party (en) en 1967, puis Premier ministre d'Australie-Méridionale entre juin 1967 et avril 1968, puis entre juin 1970 et février 1979.

## Biographie
Dunstan est le fils d'Ida May Dunstan (née Hill) et de Francis Vivian Dunstan. Il passe les sept premières années de sa vie aux Fidji, puis est envoyé en Australie-Méridionale par ses parents, qui espèrent que le climat de cette région sera bénéfique à sa santé. Dunstan demeure à Murray Bridge, chez ses grands-parents maternels, pendant trois ans, avant de retourner pour une courte période de temps à Suva.
Il remporte une bourse d'études en humanités et fréquente le St Peter's College d'Adélaïde (Australie). Il termine ses études secondaires en 1943.
Il développe un intérêt pour la politique au cours de ses études universitaires. Étudiant en droit à l'université d'Adélaïde, il s'implique dans des organisations politiques. Après un stage de deux semaines au parti communiste, il devient membre du Parti travailliste australien.
Après ses études, Dunstan déménage avec sa femme aux Fidji, où il est admis au barreau et commence sa carrière d'avocat,. Le couple retourne à Adélaïde en 1951,.